# Мајлс (Тексас)
Мајлс (енгл. Miles) град је у америчкој савезној држави Тексас. По попису становништва из 2010. у њему је живело 829 становника.

## Демографија
Према попису становништва из 2010. у граду је живело 829 становника, што је 21 (2,5%) становника мање него 2000. године.
| Група             | 2000.       | 2010.       |
| Белци             | 528 (62,1%) | 508 (61,3%) |
| Афроамериканци    | 1 (0,1%)    | 6 (0,7%)    |
| Азијати           | 1 (0,1%)    | 1 (0,1%)    |
| Хиспаноамериканци | 317 (37,3%) | 302 (36,4%) |
| Укупно            | 850         | 829         |